# Oberpierscheid

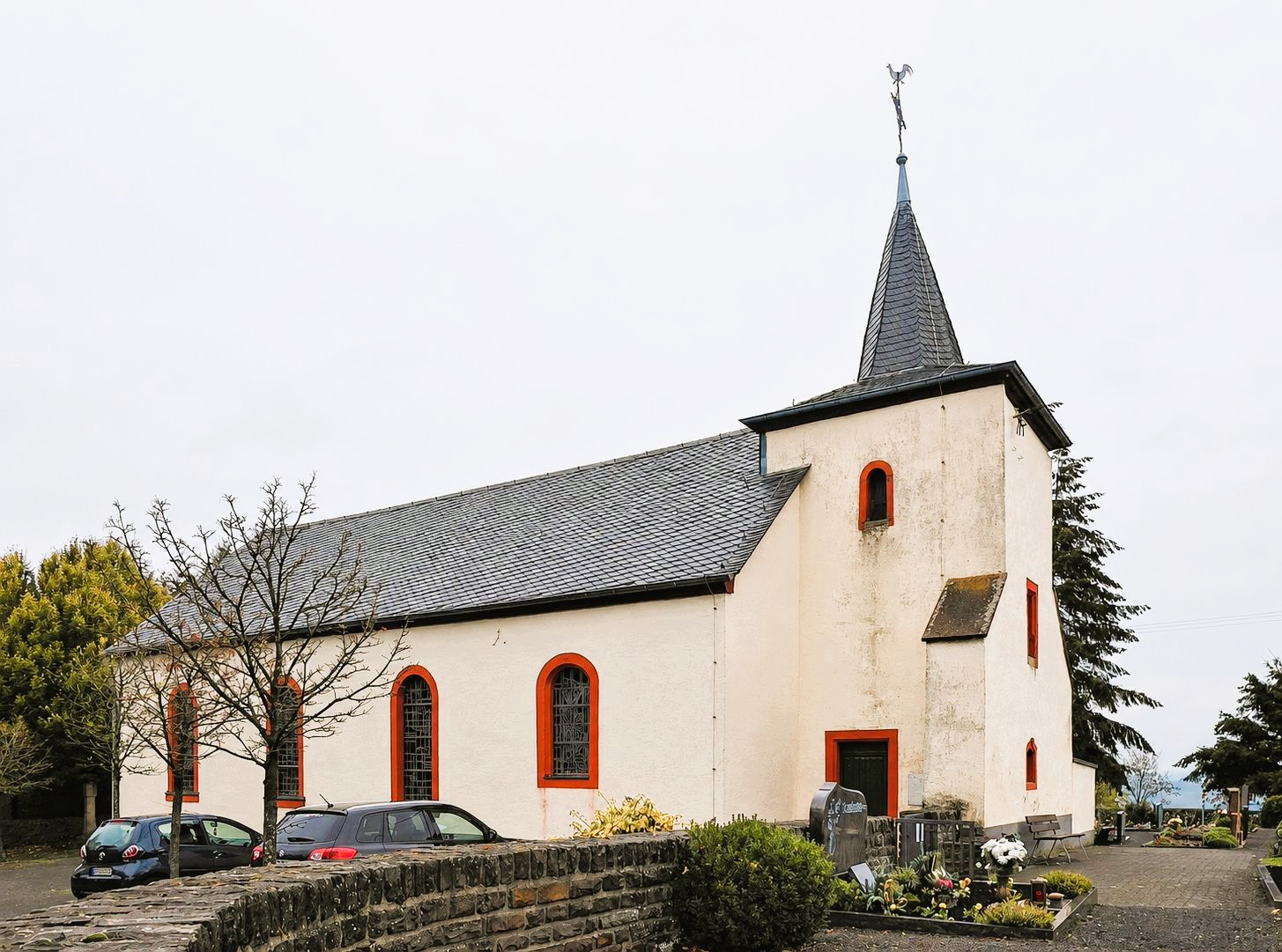
St. Simeon

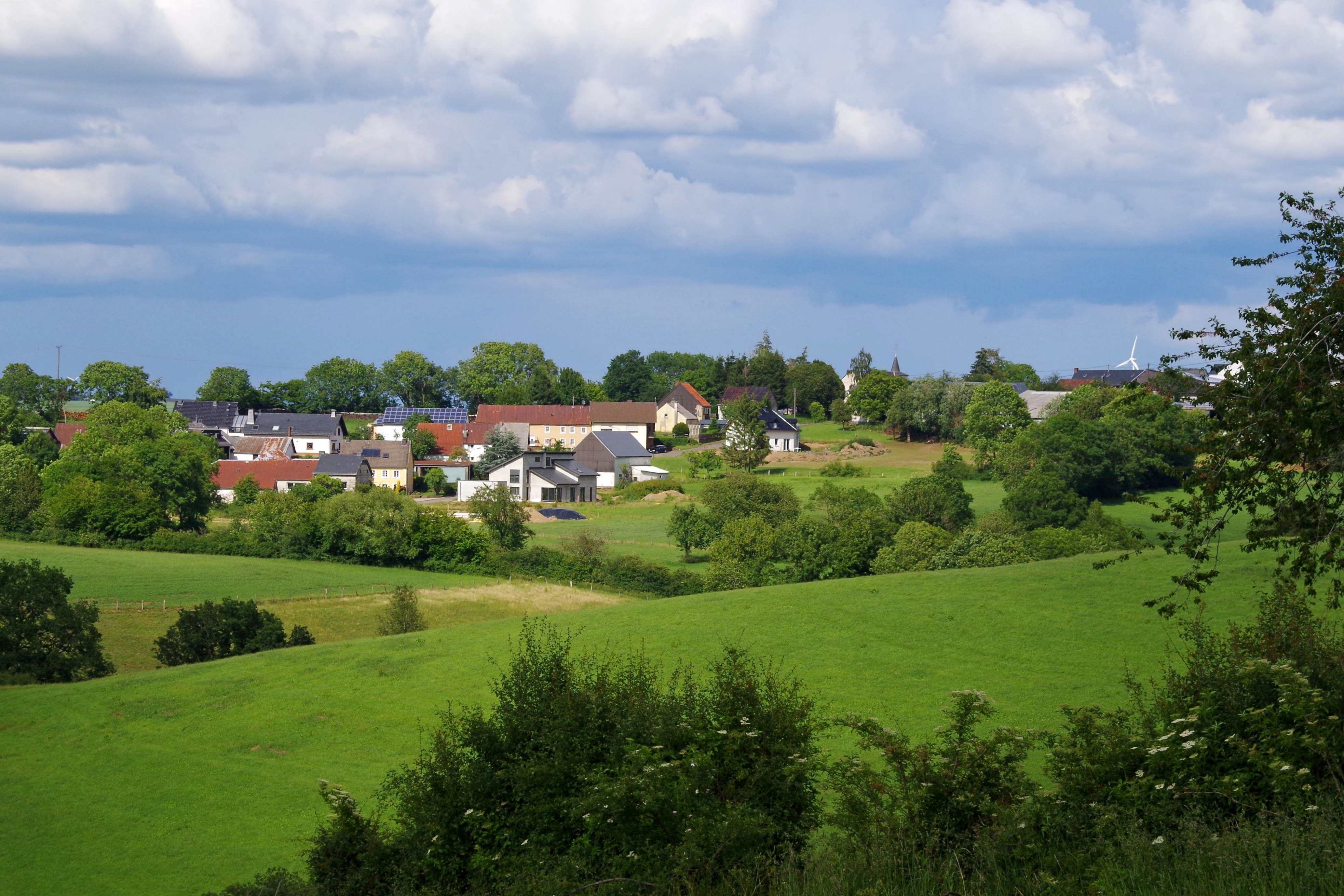
Oberpierscheid von Südwesten

Oberpierscheid ist eine Ortsgemeinde im Eifelkreis Bitburg-Prüm in Rheinland-Pfalz. Sie gehört der Verbandsgemeinde Arzfeld an.

## Geographie
Der Ort liegt auf einer Hochfläche des südlichen Islek in der Südeifel. Zu Oberpierscheid gehören die Ortsteile Philippsweiler, Röllersdorf und Luppertsseifen. Zudem der Weiler Merkeshausen (zu Philippsweiler) sowie die Wohnplätze Dehnseifen, Hausmannsdell und Trampertsdell.
Mit 37 % wird ein im Vergleich zum Umland geringer Anteil des Gemeindegebietes landwirtschaftlich genutzt, 55 % sind von Wald bestanden (Stand 2020).

### Nachbargemeinden
Angrenzende Gemeinden sind Niederpierscheid und Mauel im Norden, Heilenbach im Osten, Berkoth im Süden sowie Krautscheid im Westen.

### Klima
Der Jahresniederschlag beträgt 1148 mm.

## Geschichte
Das Gebiet von Oberpierscheid war vermutlich schon in der Römerzeit besiedelt, was Grabfunde aus dieser Zeit nahelegen. Man vermutet zudem drei Grabhügel in einem Waldgebiet nördlich des Ortes. In den Jahren um 1950 hatte man hier Auffälligkeiten im Gelände festgestellt. Diese wurden allerdings noch nicht näher untersucht. Der Ort in der heutigen Form ist vermutlich bei den späten mittelalterlichen Rodungsphasen entstanden, worauf die Ortsnamensendung „-scheid“ hinweist. Die erste urkundliche Erwähnung als „Pereschet“ stammt aus dem Jahr 1408.
Bis zum Ende des 18. Jahrhunderts gehörte der Eifelort zur Herrschaft Neuerburg im Herzogtum Luxemburg. In der französischen Herrschaft ging er an den Kanton Arzfeld im Département Forêts. In der preußischen Zeit wurde Oberpierscheid zunächst der Bürgermeisterei Ringhuscheid, später der Bürgermeisterei Waxweiler zugeschlagen. Die heutigen Ortsteile Oberpierscheids entstanden alle als Neugründungen im 19. Jahrhundert. Dort wohnten vornehmlich die Arbeiter aus dem Eisenhüttenwerk Merkeshausen.
Am 12. Juni 1994 wurde die bis dahin selbständige Gemeinde Merkeshausen mit 23 Einwohnern eingemeindet.
Bevölkerungsentwicklung
Die Entwicklung der Einwohnerzahl von Oberpierscheid bezogen auf das heutige Gemeindegebiet; die Werte von 1871 bis 1987 beruhen auf Volkszählungen:
| Jahr | Einwohner |
| ---- | --------- |
| 1815 | 153       |
| 1835 | 406       |
| 1871 | 477       |
| 1905 | 413       |
| 1939 | 476       |
| 1950 | 419       |
| 1961 | 362       |

| Jahr | Einwohner |
| ---- | --------- |
| 1970 | 353       |
| 1987 | 334       |
| 1997 | 407       |
| 2005 | 387       |
| 2011 | 355       |
| 2017 | 319       |
| 2023 | 350       |

## Politik

### Bürgermeister
Arno Steins wurde am 21. August 2019 Ortsbürgermeister von Oberpierscheid. Bei der Direktwahl am 26. Mai 2019 war er mit einem Stimmenanteil von 79,14 % für fünf Jahre gewählt worden. Er wurde im Juni 2024 wiedergewählt.
Der Vorgänger von Steins, Peter Bormann, hatte das Amt von 2004 bis 2019 ausgeübt.

### Wappen
| Wappen von Oberpierscheid | Blasonierung: „Von Silber (Weiß) über Rot schräglinks geteilt, vorn ein grüner vierblättriger Eichenzweig mit vier Eicheln, hinten eine wachsende silberne (weiße) Kapelle mit spitzer Turmhaube, besteckt mit schwarzem Kreuz und zwei schwarzen Fenstern.“ |
| Wappen von Oberpierscheid | Wappenbegründung: Rot und Silber sind die Farben der Grafen von Vianden, denen seit dem 14. Jahrhundert die luxemburgischen Herrschaft Neuerburg auf deren einstigem Gebiet Oberpierscheid liegt. Der Eichenzweig soll auf die traditionsreiche Holzwirtschaft hinweisen. Vier Blätter und vier Eicheln sollen zugleich die vier Ortschaften (Oberpierscheid, Philippsweiler, Röllersdorf und Luppertsseifen) und die vier Weiler/Gehöfte (Dehnseifen, Hausmannsdell, Merkeshausen und Trampertsdell) im Wappen vertreten. Im unteren Teil des Wappens ist die Kapelle des hl. Simeon zu sehen; sie ist urkundlich bezeugt, seit 1408. |

Das von Christian Credner in Zusammenarbeit mit Oberpierscheider Bürgern entworfene Wappen wurde am 7. April 2008 durch die Kommunalaufsicht des Eifelkreises Bitburg-Prüm genehmigt.

## Kultur und Sehenswürdigkeiten
- Schloss Merkeshausen[13][14]
- Kapelle St. Simeon, bereits 1408 urkundlich erwähnt[15]

Kath. Filialkirche St. Simeon
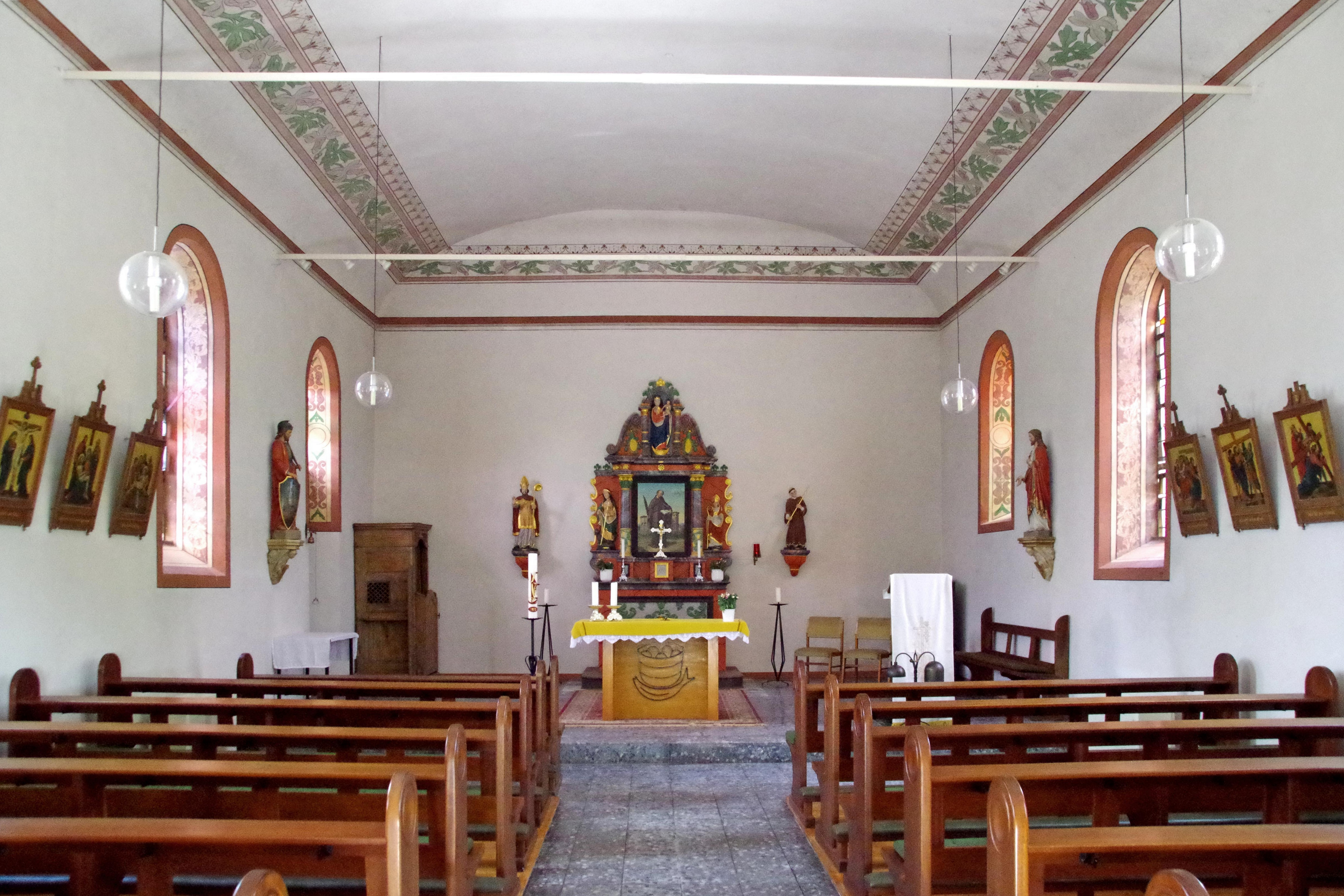
St. Simeon, Innenraum
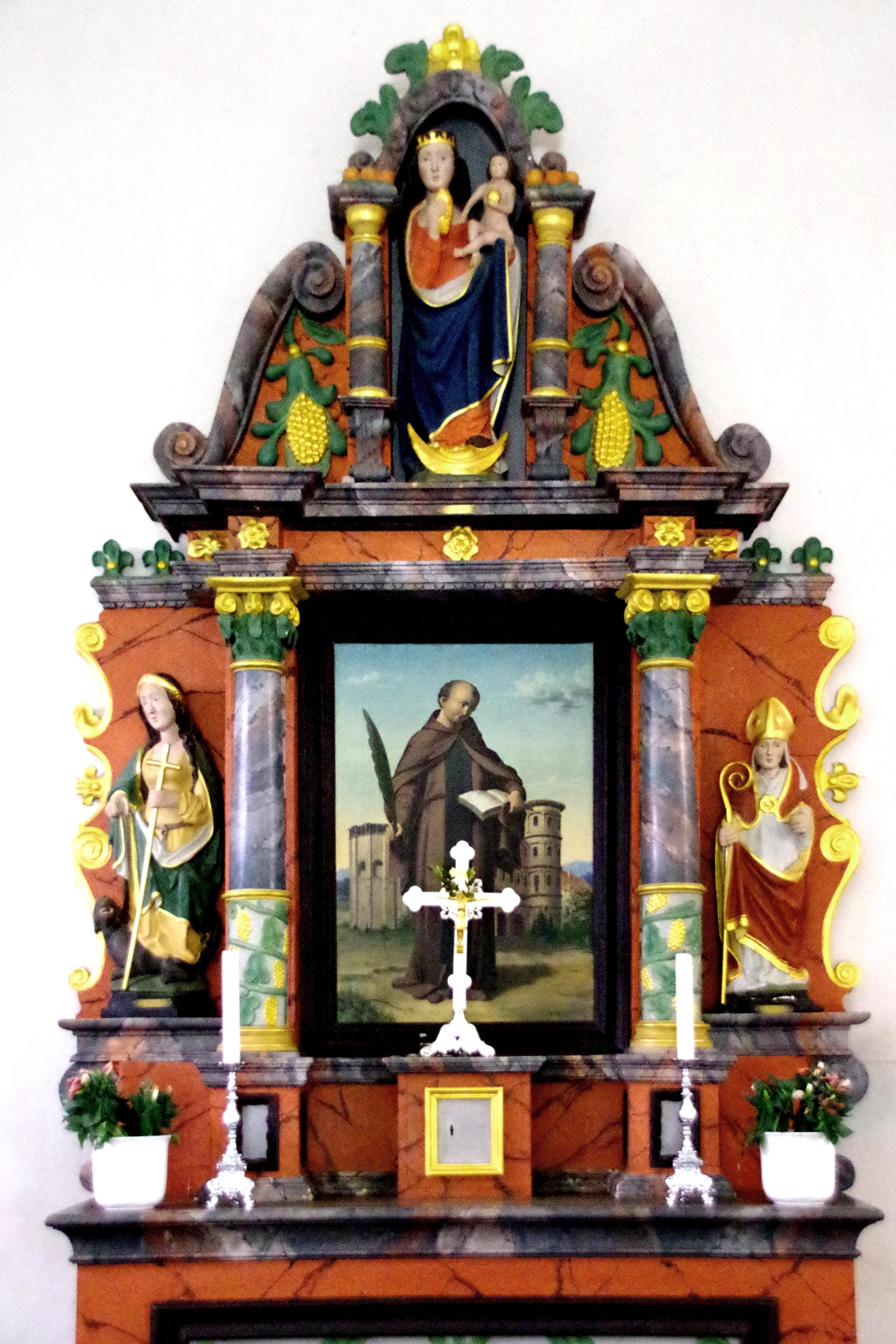
Hochaltar
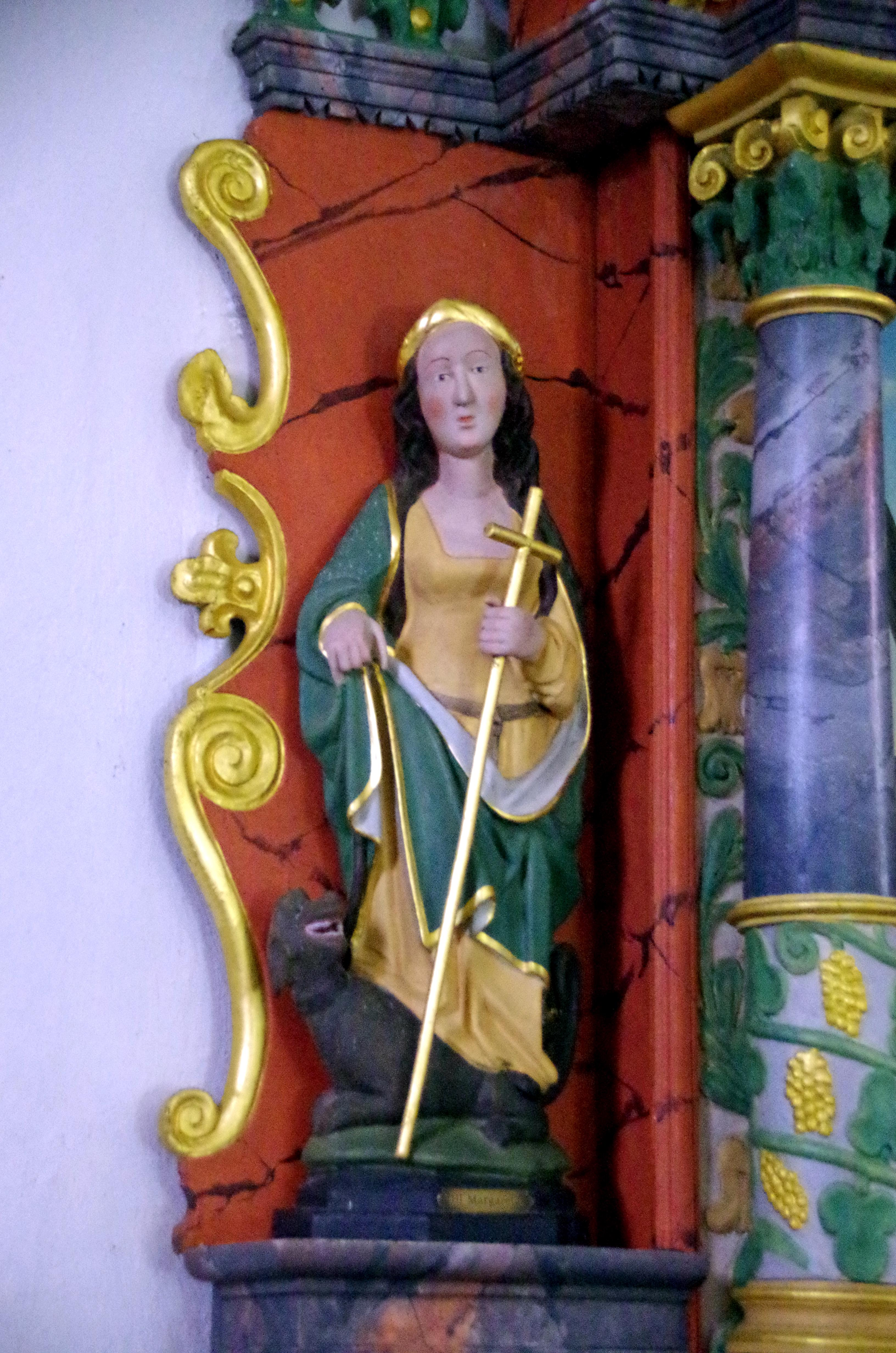
St. Margareta
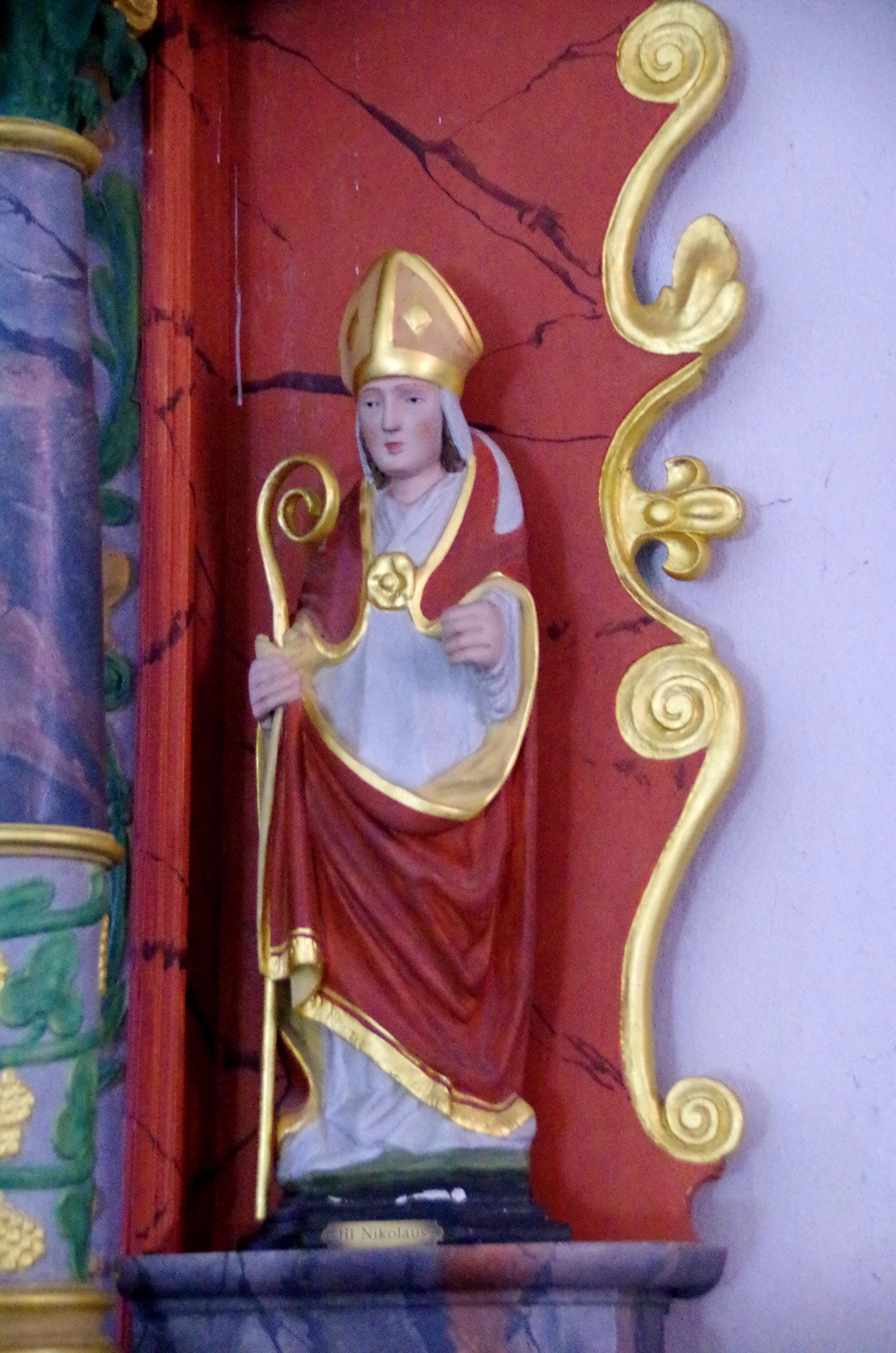
St. Nikolaus
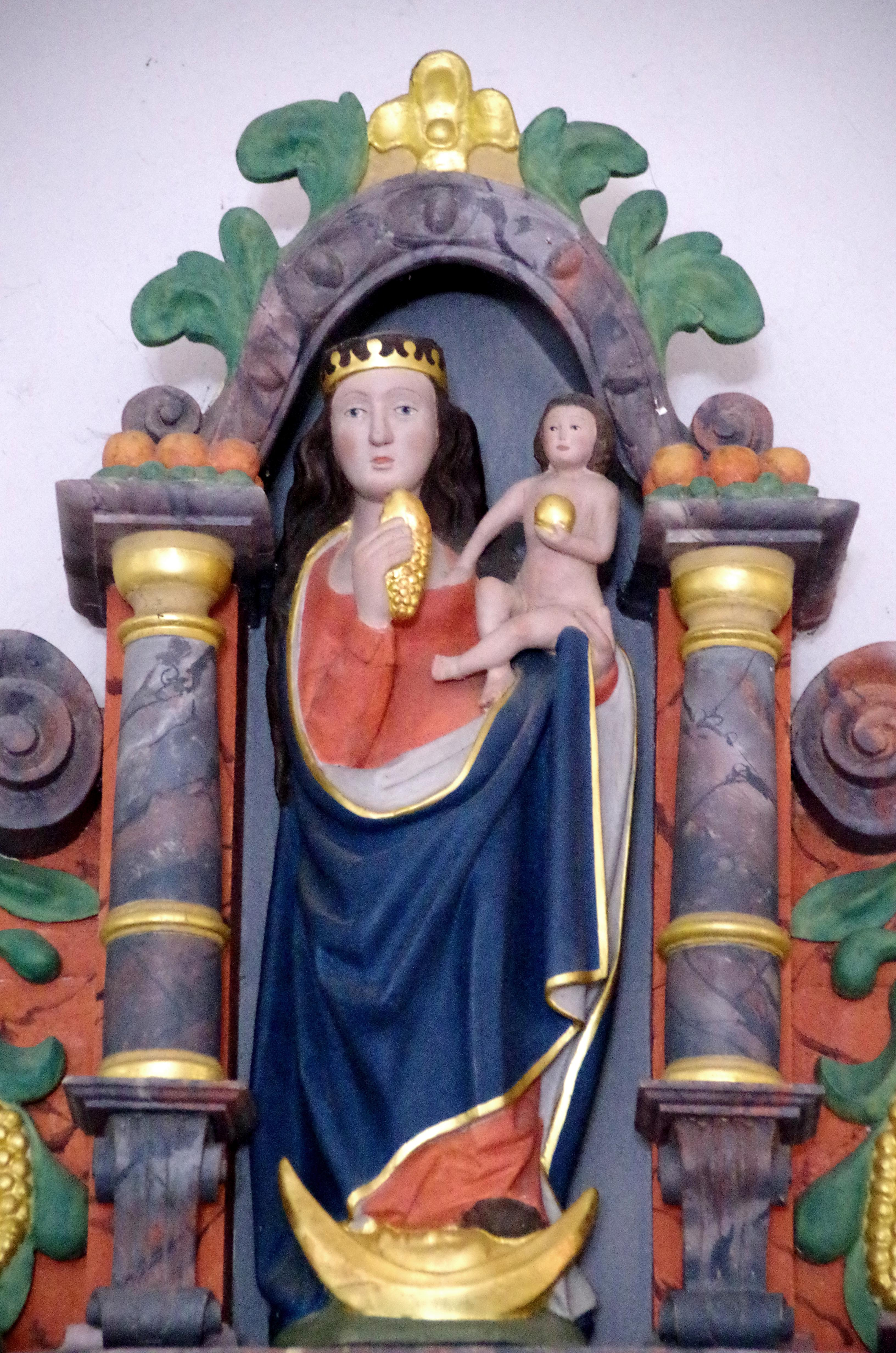
Maria mit Kind

Siehe auch: Liste der Kulturdenkmäler in Oberpierscheid

## Wirtschaft und Infrastruktur
Oberpierscheid ist heute eine landwirtschaftlich geprägte Wohngemeinde. Seit 1979, als noch 37 landwirtschaftliche Betriebe gezählt wurden, ist die landwirtschaftlich genutzte Fläche von 446 ha auf 431 ha (2010) gesunken, die von 7 Betrieben bewirtschaftet wurden.
In etwa 6 km Entfernung liegt die nächste Autobahn-Anschlussstelle Waxweiler/Schönecken an der A 60.

### Öffentliche Einrichtungen
Zu den öffentlichen Einrichtungen zählen ein Dorfgemeinschaftshaus, ein Sportplatz sowie Kinderspielplätze. Des Weiteren ist die Ortsgemeinde Standort einer Freiwilligen Feuerwehr mit 16 Mitgliedern.